# Unione dei giornalisti della RDT
L'Unione dei giornalisti della RDT (in tedesco: Verband der Journalisten der DDR, abbreviato in VdJ) è stata un'associazione professionale che riuniva i giornalisti della Repubblica Democratica Tedesca. La VdJ coordinava le attività dei professionisti di stampa, radio e televisione nonché editori, fumettisti, documentaristi e insegnanti nelle scuole di giornalismo. La VJD coordinava le scuole per giornalisti per conto del Ministero dell'educazione superiore e professionale. Gli uffici dell'organizzazione erano situati nella Friedrichstraße 101, Berlino Est, all'interno dell'Admiralspalast.
La VdJ venne fondato come l'Unione della stampa tedesca (Verband der Deutschen Presse, VDP) a Berlino il 10 ottobre 1945 ed iniziò ad operare dal primo gennaio 1946. Una separata VDP venne creata all'interno della zona di occupazione sovietica. Nell'aprile del 1946 la VDP di Berlino contava 327 membri e venne inclusa nel Sindacato delle arti e delle lettere ('Sindacato n° 17') della Libera federazione dei sindacati tedeschi (FDGB) nel luglio 1946. A dicembre dello stesso anno i membri erano saliti a quota 958. Nel marzo del 1947 l'organizzazione di Berlino aveva 1 107 membri (l'80% dei giornalisti attivi nella città).
Nel 1949 la VDP aderì all'Organizzazione internazionale dei giornalisti (IOJ) e lavorò in tutti i settori di Berlino fino al 1950. Nello stesso anno, il Sindacato n° 17 venne sciolto e la VDP divenne un'affiliata indipendente della FDGB. A suo tempo la VDP di Berlino e e della zona di occupazione sovietica vennero uniti in un'unica organizzazione. Il 27 gennaio 1951 la VDP aprì un Istituto per Giornalisti e Redattori. Il 21 ottobre 1951, Fritz Apelt si dimise da presidente della VDP e Karl Bittel divenne il primo a capo della VDJ.
La VDP rimase affiliata alla FDGB fino al 1953. Nel 1957 Georg Krausz divenne il nuovo presidente della VDP e durante il suo mandato venne data più enfasi alle attività educative dell'organizzazione.
La IV Conferenza centrale dei delegati della VDP, organizzata il 30 maggio 1959, decise di cambiare il nome dell'organizzazione in Unione dei giornalisti tedeschi (Verband der Deutschen Journalisten). Nel 1968 Harri Czepuck divenne il presidente della VDJ e nel 1972 venne adottato il nome Unione dei giornalisti della RDT.
All'Istituto internazionale Werner Lamberz per il giornalismo di Berlino, la VDJ/VdJ offrì dei corsi per i giornalisti stranieri e tra il 1963 e il 1979  venne istruito un totale di 432 giornalisti provenienti da 39 paesi in Africa e Asia.
Nel 1981, Eberhard Heinrich sostituì Czepuck come presidente Nel 1983 la VdJ aveva trattati di partnership con 48 associazioni di giornalisti in tutto il mondo (incluse quelle legate a movimenti di liberazione nazionale). Nel 1988, la VdJ aveva circa 9 000 membri (quasi il 90% dei giornalisti nella Germania dell'Est).
A causa dei cambiamenti radicali portati dalla rivoluzione pacifica, la VdJ organizzò un congresso straordinario nel gennaio del 1990. Tra il 23 e il 24 giugno, l'organizzazione tenne un altro congresso ordinario durante il quale venne dichiarato lo scioglimento della VdJ, reso effettivo il 30 settembre dello stesso anno ovvero tre giorni prima della riunificazione tedesca.